# Challenger de Santiago III 2021
El torneo Challenger de Santiago III 2021 fue un torneo de tenis perteneciente al ATP Challenger Tour 2021 en la categoría Challenger 80. Se trató de la 15.ª edición, el torneo tuvo lugar en la ciudad de Santiago (Chile), desde el 11 hasta el 17 de octubre de 2021 sobre pista dura de tierra batida.

## Jugadores participantes del cuadro de individuales
| Favorito | País                 | Jugador                    | Rank1 | Posición en el torneo |
| -------- | -------------------- | -------------------------- | ----- | --------------------- |
| 1        | Bandera de Argentina | Juan Manuel Cerúndolo      | 103   | Cuartos de final      |
| 2        | Bandera de Argentina | Francisco Cerúndolo        | 110   | Cuartos de final      |
| 3        | Bandera de Perú      | Juan Pablo Varillas        | 127   | Cuartos de final      |
| 4        | Bandera de Brasil    | Thiago Seyboth Wild        | 129   | Primera ronda         |
| 5        | Bandera de Argentina | Sebastián Báez             | 140   | CAMPEÓN               |
| 6        | Bandera de Chile     | Marcelo Tomás Barrios Vera | 154   | Semifinales           |
| 7        | Bandera de Argentina | Juan Ignacio Londero       | 157   | Segunda ronda         |
| 8        | Bandera de Francia   | Enzo Couacaud              | 189   | Primera ronda         |

- 1 Se ha tomado en cuenta el ranking del 4 de octubre de 2021.

### Otros participantes
Los siguientes jugadores recibieron una invitación (wild card), por lo tanto ingresan directamente al cuadro principal (WC):
- Diego Fernández Flores
- Matías Soto
- Benjamín Torres

Los siguientes jugadores ingresan al cuadro principal tras disputar el cuadro clasificatorio (Q):
- Nicolás Álvarez
- Oliver Crawford
- Diego Hidalgo
- Rafael Matos

## Campeones

### Individual Masculino
- Sebastián Báez derrotó en la final a  Felipe Meligeni Alves, 3–6, 7–6(6), 6–1

### Dobles Masculino
- Evan King /  Max Schnur derrotaron en la final a  Hans Hach Verdugo /  Miguel Ángel Reyes-Varela, 3–6, 7–6(3), [16–14]